# Omealca (municipalité)
La municipalité d'Omealca est l'une des 212 municipalités de l'État de Veracruz, et est située dans la partie centrale de cet État. Elle se trouve à l'ouest du golfe du Mexique, dans le bassin versant de la rivière Río Blanco, affluent nord du fleuve Río Papaloapan, et est assise sur les piémonts et les contreforts de la chaîne de montagnes de la Sierra Madre orientale. Elle est limitrophe au sud de l'État de Oaxaca. Son chef-lieu est la ville éponyme d'Omealca. Elle dépend de la région administrative de Las Montañas, qui est une des 10 subdivisions administratives de l'État de Veracruz.

## Géographie
La municipalité d'Omealca s'étend d'ouest en est sur le versant sud de la rivière Río Blanco, affluent nord du fleuve Río Papaloapan. Assise sur les piémonts, puis sur les contreforts de la chaîne de montagnes de la Sierra Madre orientale, son altitude oscille entre 100 et 1500 mètres. Son chef-lieu, la ville éponyme d'Omealca, se situe au nord ouest de son territoire, au bord du Río Blanco, tandis que les faubourgs nord de son agglomération s'étendent sur la rive nord de la rivière, sur le territoire de la municipalité de Cuichapa. Son territoire couvre une superficie de 214,7 km2, et était peuplé en 2020 de 23 773 habitants, pour une densité de 110,7 km2.
La municipalité est limitrophe au nord de celles de Cuitláhuac, de Amatlán de los Reyes, et de Cuichapa, à l'ouest de celle de Coetzala, au sud de celles de Zongolica, de Tezonapa, et, dans l'État de Oaxaca, de celle de Cosolapa. Elle est enfin limitrophe à l'ouest, à nouveau dans l'État de Veracruz, de celle de Tierra Blanca.

## Composition et démographie
La municipalité était composée en 2020 de 61 localités, dont une seule était considérée comme urbaine, les autres étant rurales.
| Localité                       | Population |
| ------------------------------ | ---------- |
| Omealca                        | 3715       |
| Mata Tenatito (Casco Hacienda) | 1687       |
| Xúchiles                       | 1029       |
| Cruz Tetela                    | 1002       |
| Rincón de Buena Vista          | 982        |
| Reste des localités            | 15 358     |
| Total population               | 23 773     |

En plus de l'espagnol, plusieurs langues amérindiennes sont parlées dans la municipalité, dont les principales sont par ordre d'importance : le nahuatl, et dans une moindre mesure le mixtèque.

## Histoire
En 1924, le chef-lieu de la municipalité était San Antonio Tenejapan, qui en 1932 prît le nom de Tenejapa de Mata, en l'honneur de José María Mata (es) (1819-1895), militaire et homme politique mexicain, proche du président Benito Juárez.
En 1962, le chef est déplacé, et la municipalité prend le nom d'Omealca.

## Économie

### Agriculture et élevage
La superficie des parcelles semées représentait en 2019 une surface totale de 16 530 hectares, parmi lesquels 13 488 hectares étaient voués à la culture de la canne à sucre, 1327 hectares étaient voués à la culture du maïs, et 854 hectares étaient voués à la production de graines de canne à sucre.
En 2020, la production de viande par tonnes comprenait 46,3 tonnes de viande bovine, 46,1 tonnes de viande porcine, 2,5 tonnes de viande ovine, 929,4 tonnes de volailles, et 1,2 tonne de dinde. La superficie vouée à l'élevage représentait alors 1429 hectares.